# Urszula Pasławska

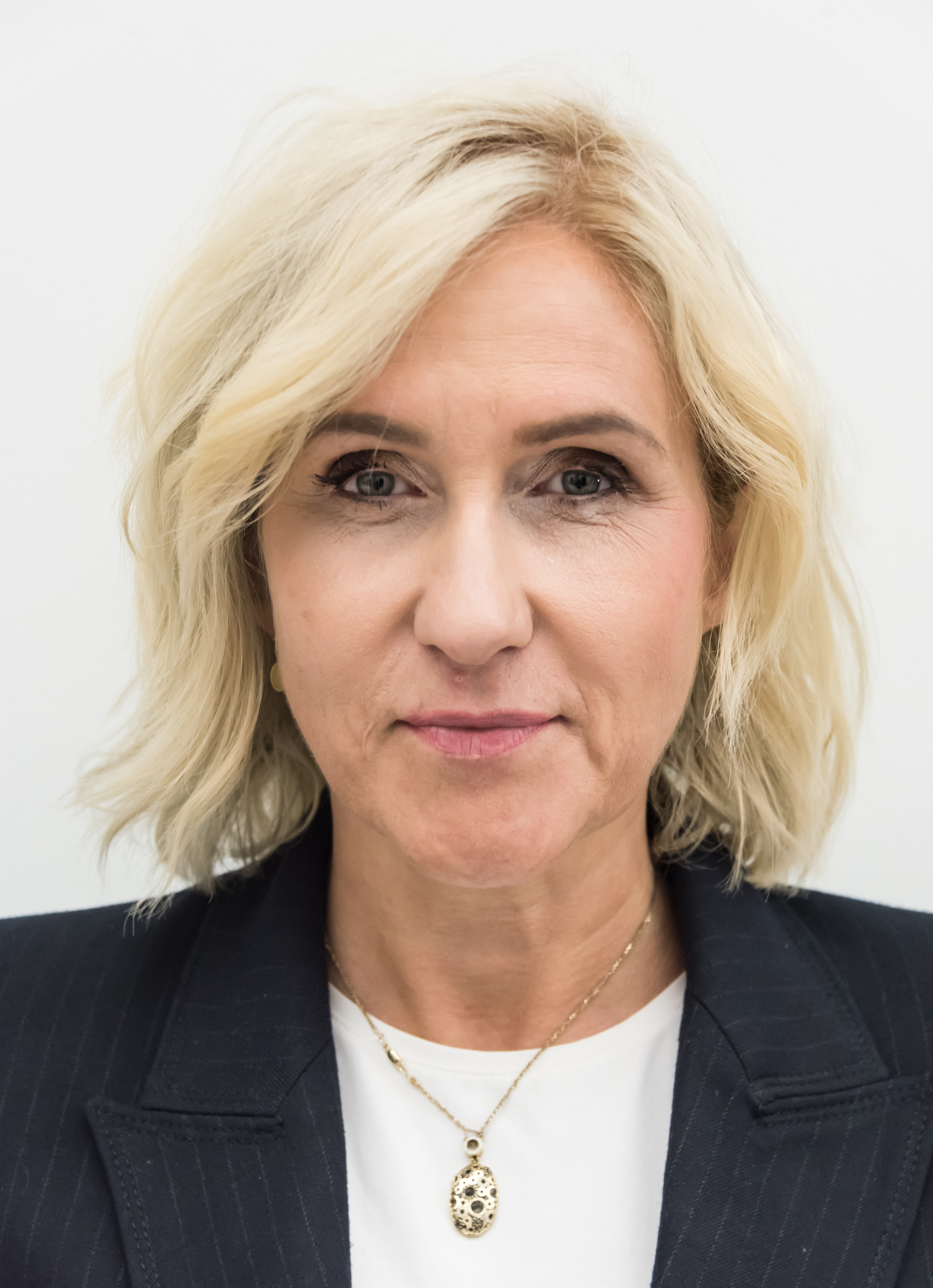
Urszula Pasławska (2023)

Urszula Stefania Pasławska (* 28. Januar 1977 in Biskupiec) ist eine polnische Politikerin. Von 2006 bis 2012 war sie stellvertretende Woiwodschaftsmarschallin des Sejmik der Woiwodschaft Ermland-Masuren, von 2012 bis 2015 stellvertretende Parteivorsitzende der Polskie Stronnictwo Ludowe (PSL) sowie Staatssekretärin im Ministerium für Staatsvermögen. Seit 2015 ist sie Sejmabgeordnete der VII., VIII., IX. und X. Legislaturperiode.

## Leben und Beruf
Urszula Pasławska studierte Rechtswissenschaft und Verwaltung an der Universität Danzig und absolvierte anschließend ein Aufbaustudium für Europäische Integration und grenzüberschreitende Zusammenarbeit an der Universität Ermland-Masuren in Olsztyn. Ab 2001 arbeitete sie im Marschallamt in Olsztyn in der Abteilung für Infrastruktur und Geodäsie. 2003 wurde sie im Stadtamt in Biskupiec als Referentin für Auslandszusammenarbeit und Hilfsmittel beschäftigt. 2006 trat sie die Stelle der Leiterin des Vorstandes der Schulen und Kindergärten in ihrer Heimatstadt an. 2004 bis 2006 war Pasławska zudem Vorsitzende des Aufsichtsrates im Betrieb der städtischen Liegenschaften sowie der örtlichen Stadtwerke.
Pasławska ist eine Urenkelin von Bogumił Labusz, dem Mitgründer und Vorsitzenden der ehemaligen Masurischen Volkspartei. Sie gehört der lutherischen Minderheit in Polen an und ist Mitglied der Synode der Diözese Masuren innerhalb der Evangelisch-Augsburgischen Kirche in Polen.

## Politik
Bei der Parlamentswahl in Polen 2005 kandidierte sie erfolglos zum Sejm auf der Wahlliste der Polskie Stronnictwo Ludowe (PSL). Bei den Selbstverwaltungswahlen 2006 gewann sie für die gleiche Partei jedoch ein Mandat zum Sejmik der Woiwodschaft Ermland-Masuren. Dort wurde sie stellvertretende Woiwodschaftsmarschallin. 2008 bis 2012 war sie Parteisekretärin des Woiwodschaftsverbandes der PSL und war kurzzeitig Vorsitzender ihrer Partei im Powiat Olsztyński. 2010 gewann sie erneut ein Mandat zum Sejmik und wurde auch als Vizemarschallin bestätigt. Erneut blieb ihr jedoch, bei der Parlamentswahl in Polen 2011, der Einzug in den Sejm versagt. Am 20. Juni 2012 wurde sie zur Staatssekretärin im Ministerium für Staatsvermögen, blieb dennoch Mitglied des Sejmik. Am 1. Dezember desselben Jahres trat sie die Funktion eines der stellvertretenden PSL-Vorstandsvorsitzenden an und übte diese Funktion bis zum 20. November 2015 aus. Nach einer dritten und erneut erfolgreichen Kandidatur 2014 für den Sejmik zog sie im Januar 2015 als Nachrückerin in Sejm. Zeitgleich schied sie aus dem Amt als Staatssekretärin aus. Bei der Parlamentswahl 2015 gelang es ihr schließlich das Mandat mit 6354 Stimmen zu erhalten. Während sie bei der Europawahl 2019 erfolglos auf der Liste des Wahlbündnisses Koalicja Europejska kandidierte, wurde sie bei den Parlamentswahlen 2019 (für die PSL) und 2023 (für das Wahlbündnis Trzecia Droga, an dem sich die PSL beteiligt hatte) jeweils erneut in den Sejm gewählt. Seit 2019 ist sie Vorsitzende des Sejmausschusses für Umwelt, Naturschutz und Forsten.

## Bibliographie
- Nota biograficzna na stronie prywatnej. Abgerufen am 2. Januar 2015. (polnisch)